# Brasiguaios
Brasiguaio ou Brasiguayo - en espagnol - provient de l'union des mots « Brasileño » et  « Paraguayo » Ce terme a été utilisé pour désigner les citoyens brésiliens (et leurs descendants) établis sur le territoire de la république du Paraguay, en particulier dans les zones de la frontière avec le Brésil, en particulier dans les régions de Alto Paraná, Amambay, Caazapá,  Canindeyú et l’ouest du Paraguay,,. Le terme a été utilisé par des immigrants brésiliens au Paraguay depuis 1970. On estime qu'environ 442 104 sont, pour la plupart, des agriculteurs (agriculteurs et planteurs) allemands nés au Brésil, italiens et slaves et la plupart parlent le Portugais. La dernière recherche (Everyday Practices of Transnational Living: understanding the Brasiguaio Identities) démontre l'utilisation de ce terme aussi par les Brésiliens de retour du Paraguay.

## Histoire
En 1943, seulement 513  Brésiliens vivaient dans l'est du Paraguay. Entre 1950 et 1970, les politiques agricoles dans les deux pays ont encouragé l'immigration d'un grand nombre de Brésiliens en direction du Paraguay. Le premier groupe qui a été attiré étaient les « nordestinos », après les « Sulistas » (Sprandel, Albuquerque). Un facteur supplémentaire pour stimuler la migration de l'état de Paraná au Brésil était la mécanisation croissante de la production de soja dans cet état, ce qui a entraîné la concentration des grandes étendues de plantations appartenant à de grandes entreprises. Des petits agriculteurs brésiliens ont cherché, alors, les propriétés les moins chères à travers la frontière terrestre.
En outre, beaucoup de gens ont décidé d'émigrer au Paraguay en raison de la  construction du barrage d'Itaipu (1974 à 1983). Les agriculteurs qui ont eu leur propriété envahie par l'eau du barrage ont reçu de l'indemnité, mais cela était insuffisant pour acheter des propriétés au Brésil. Ils ont, ensuite, choisi de se déplacer au Paraguay voisin, où la terre était beaucoup moins chère. En outre, en 1967, le gouvernement paraguayen a changé une loi interdisant l'achat de terres par des étrangers dans la gamme de 150 km de ses frontières.
Alors, cette nouvelle identité est devenue connue en 1985, quand un groupe, se faisant appeler « Brasiguayos », est retourné au Brésil et a formé un camp de Mouvement des sans-terre (Movimento dos Trabalhadores Rurais Sem Terra) dans la ville de Mundo Novo, dans l'état du Mato Grosso do Sul. En Avril 2015, un autre grand groupe de Brasiguayos est retourné au Brésil et a formé un camp dans la ville de Japorã, également sur la frontière avec le Paraguay, composé de 1.500 familles. On ne connaît pas le nombre réel de Brésiliens vivant au Paraguay, et encore moins le nombre de personnes qui se dénommait Brasiguayo. Dans le tableau ci-dessous, compilé en utilisant des différents documents universitaires, on présente une idée du processus de l'immigration brésilienne vers le Paraguay.